# Пельтц, Уилл
Уилл Пельтц (англ. William Peltz; род. 30 мая 1986, Нью-Йорк, штат Нью-Йорк, США) — американский актёр, известен по ролям в фильмах «Недружелюбные» и «Мужчины, женщины и дети».

## Биография
Уилл Пельтц — четвёртый сын бизнесмена-миллиардера Нельсона Пельтца. У него 5 родных братьев и 2 сестры, одна из которых — Никола Пельтц, также стала актрисой. В юности будущий актёр серьёзно увлекался хоккеем. Играл за команду юниоров «Jersey Hitmen», готовился к спортивной карьере.
У него и его сестры, Николы Пельтц, на рёбрах набиты одинаковые татуировки на иврите, с надписью «семья».

## Карьера
Уилл заинтересовался драматическим искусством, когда помогал младшей сестре репетировать её роли. Читая вместе с Николой сценарии, Уилл понял, что актёрство занимает его не меньше, чем спорт. Он нанял агента и начал посещать прослушивания.
В 2009 Пельтц переехал в Лос- Анджелес и начал карьеру профессионального актёра. Первая его роль была в сериале «Медиум».
Первую свою крупную роль сыграл в картине «Сладость». Затем последовали ещё несколько не менее крупных ролей в фильмах «Мужчины, женщины и дети» и «Убрать из друзей».

## Личная жизнь
С 2011 года Пельтц состоит в отношениях с моделью Кенией Кински-Джонс. Она - дочь композитора Куинси Дилайт Джонса и актрисы Настасьи Кински. Познакомились ребята на съёмках фильма «Сладость», где играл Пельтц и мать девушки.

## Фильмография
| Год  | Оригинальное название     | Название на русском языке    | Роль           |
| ---- | ------------------------- | ---------------------------- | -------------- |
| 2011 | Abduction                 | Похищение                    | Джейк          |
| 2011 | In Time                   | Время                        | Пьер           |
| 2012 | To Write Love on Her Arms | Напиши любовь на ее руках    | Шон            |
| 2012 | The Colection             | Коллекционер                 | Брайан         |
| 2013 | Sugar                     | Сахар                        | Свободный      |
| 2013 | As Cool as I Am           | Крут как я                   | Тим            |
| 2013 | Paranoia                  | Паранойа                     | Морган         |
| 2014 | Men, Women & Children     | Мужчины, женщины и дети      | Брэндон Лендер |
| 2015 | Unfriended                | Убрать из друзей             | Адам Сьюэлл    |
| 2015 | Miles Away                | Мили далеко                  | Джейсон        |
| 2015 | Safelight                 | Безопасное освещение         | Джейсон        |
| 2015 | Occupy Alice              | Оккупируй Алису              | Дэн Абрамс     |
| 2017 | The Outcasts              | Изгои                        | Колин Хэкетт   |
| 2018 | Sierra Burgess Is a Loser | Сьерра Берджесс — неудачница | Спенс          |
| 2018 | Time Freak                | Помешанный на времени        | Райан          |
| 2019 | You Are Here              | Вы здесь                     | Ричард         |
| 2020 | Exploited                 | Эксплуатируется              | Джейкоб        |

## Телевидение
| Год  | Заглавие                  | Роль                    |
| ---- | ------------------------- | ----------------------- |
| 2010 | Медиум                    | Нервный молодой человек |
| 2010 | Красавцы                  | Помощник Аманды         |
| 2015 | C.S.I.: Киберпростра́нство | Мета / Справедливость   |
| 2016 | Удаленный                 | Мейсон                  |
| 2019 | Эйфория                   | Люк Кастен              |